# Rana neba
Rana neba é uma espécie de anfíbio anuro da família Ranidae. Está presente no Japão. A UICN classificou-a como em perigo de extinção.